# Wanwu
Wanwu (kinesiska: 湾坞) är en köping i sydöstra Kina. Den ligger i Fu'an i staden Ningde i provinsen Fujian, omkring 93 kilometer nordost om provinshuvudstaden Fuzhou. Antalet invånare är 16732. Befolkningen består av 7 624 kvinnor och 9 108 män. Barn under 15 år utgör 16,0 %, vuxna 15-64 år 73 %, och äldre över 65 år 9,0 %.